# Cheiracanthium pichoni
Cheiracanthium pichoni är en spindelart som beskrevs av Schenkel 1963. Cheiracanthium pichoni ingår i släktet Cheiracanthium och familjen sporrspindlar. Inga underarter finns listade i Catalogue of Life.